# Comboio blindado

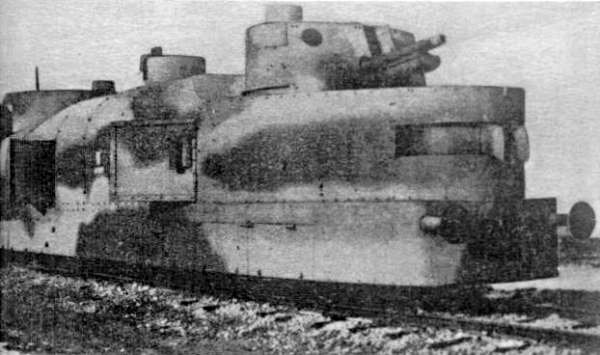
Um carro de artilharia Polaco de 1939.

Um comboio (trem) blindado é um comboio protegido com uma blindagem. Geralmente são equipados com vagões de artilharia e de metralhadora em cima. Eles eram utilizadas durante o século XIX e início do século XX, quando ofereceram uma forma inovadora de se deslocar rapidamente grandes quantidades de armamento. O seu uso foi interrompido porque os veículos rodoviários modernos ofereciam muito mais flexibilidade, e porque os comboios blindados eram muito vulneráveis à sabotagem, bem como os ataques do ar. Os comboios blindados foram utilizados durante o século XIX na Guerra Civil Americana (1861-1865), a Guerra Franco-Prussiana (1870-1871), a Primeira e a Segunda Guerra dos Bôeres (1880-1881 e 1899-1902), e durante o século XX na Revolução Mexicana (1910-1920), a Primeira (1914-1918) e a Segunda Guerras Mundiais (1939-1945) e a Primeira Guerra da Indochina (1946-1954) e na Revolta Paulista de 1924 e na Revolução Constitucionalista de 1932 no Brasil. O uso mais intensivo de comboios blindados foi durante a Guerra Civil Russa (1918-1920). A Rússia também usou os comboios blindados na Guerra Russo-Japonesa de 1904. O comboio do BF1 é baseado num comboio russo notável, o Zaamurets, que dominou grande parte dos trilhos da Eurásia, da China à Ucrânia, participando em diversos combates, especialmente na Revolução Russa. Pesava 130 toneladas, era propulsionado por 2 motores a gasolina construídos em Itália, de 60 HP cada um e a sua velocidade máxima era de 45 km/h. Tinha de 10 a até 16 mm de blindagem, e o seu armamento principal eram 2 canhões de 57 mm e mais 8 metralhadoras.

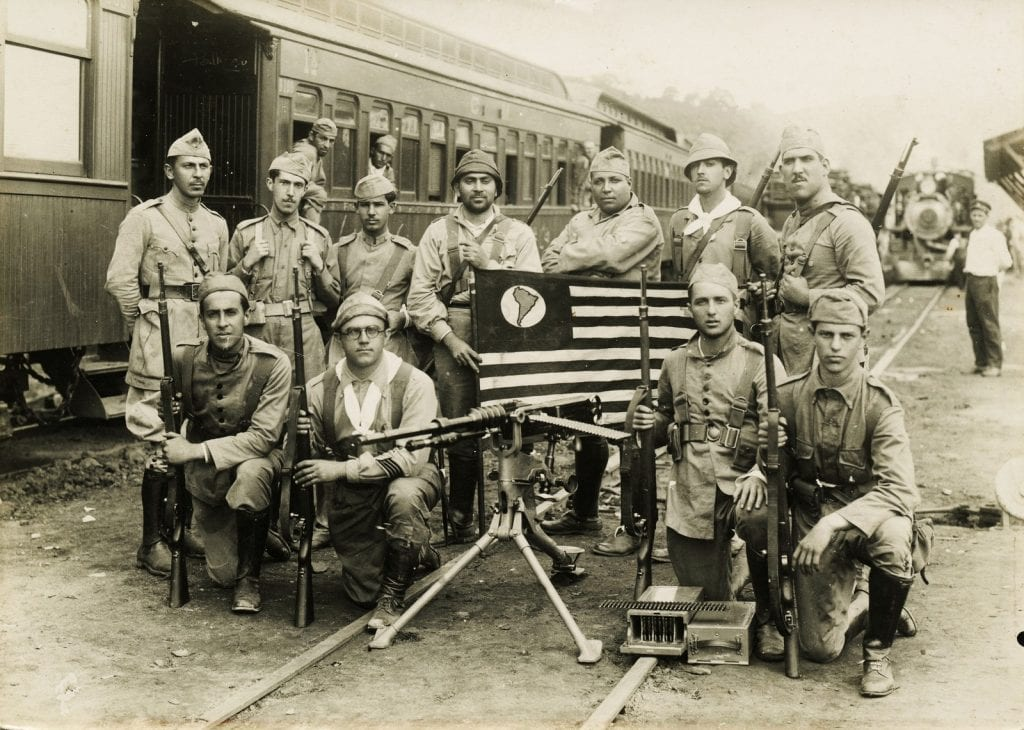
Soldados da Revolução Constitucionalista, no Brasil, do Trem Blindado nº 4 que atuou nos combates em Eleutério em agosto de 1932.

## Design e equipamento
Comboios blindados podem ser construídos de vários tipos de vagões:
- Artilharia - mistura de canhões e de metralhadoras.
- Infantaria - desenhado para carregar unidades de infantaria, pode também montar metralhadoras.
- Antiaérea - equipado com armas antiaéreas.
- Comando - semelhante a vagões de infantaria, mas desenhado para ser um posto de comando.
- Antitanque - equipado com armas antitanque.
- Plataforma - sem blindagem, com o propósito de transportar munição de veículos, entre material para reparar os carris, ou para destruir obstáculos, por exemplo, minas.

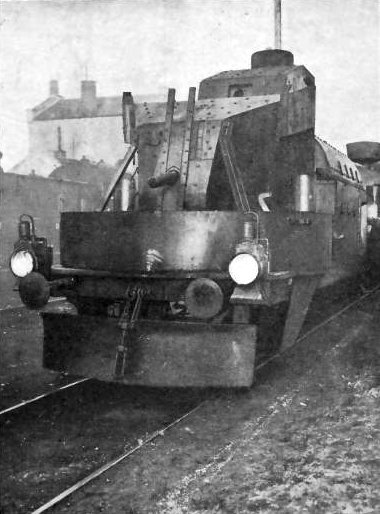
Comboio Austro-Húngaro de 1915.

## Elétrico blindado
Elétricos (bondes) blindados também foram usados, embora aparentemente não tenham sido construídos especificamente. O recém-formado Exército Vermelho usou pelo menos um elétrico blindado durante a batalha por Moscovo na Revolução de Outubro de 1917.  Também foram utilizados na Revolta Nacional Eslovaca, mais conhecida pelos seus comboios blindados descritos acima, ainda que de forma improvisada.